# Стршельнице
«Стрше́льнице» (чеш. Střelnice) — футбольный стадион в городе Яблонец-над-Нисоу, домашняя арена клуба «Баумит Яблонец».
Первое упоминание о стадионе было ещё в XIX веке, где на месте настоящего стадиона находился стрелковый клуб «Яблонец». В то время стадион был самым важным спортивным сооружением в городе. Сходство с нынешним видом стадион получил в 1955 году, когда была построена главная трибуна, которая просуществовала до 2002 года. Стадион несколько раз модернизировался. Это происходило в 1955, 1996 и 2005 годах. В результате последней на стадионе была установлена система автоматического подогрева почвы. С августа 2007 года стадион носил название букмекерской конторы Chance. С начала сезона 2014/15 стадион вернул своё старое название.
В 2008 году стадион принимал матчи и финал молодёжного чемпионата Европы для игроков не старше 19 лет.